# فرانز مات
فرانز مات (بالألمانية: Franz Matt)‏ هو سياسي ألماني، ولد في 9 سبتمبر 1860 في ألمانيا، وتوفي في 4 أغسطس 1929 بميونخ في ألمانيا. حزبياً، نشط في حزب الشعب البافاري.